# GSC2700-2295
GSC2700-2295 — хімічно пекулярна зоря спектрального класу A0, що має видиму зоряну величину в смузі V приблизно 11,4.

## Пекулярний хімічний склад
Зоряна атмосфера GSC2700-2295 має підвищений вміст 
Si
.